# From the Inside (sång)
"From the Inside" är en singel av nu metal-bandet Linkin Park. Det är den tionde låten på deras andra studioalbum Meteora. Den var den andra låten som gjordes för albumet och släpptes den 12 januari 2004.
Singeln är en av Linkin Parks hårdare låtar. Låten börjar med en lugn sång av Chester Bennington och bygger sedan upp till ett mer intensivt och hårdare sound. Den innehåller mycket skrikande, till exempel när Chester Bennington skriker oavbrutet i tio sekunder. 

## Musikvideo
Musikvideon (regisserad av Joe Hahn) utspelar sig under ett uppror. I mitten av upproret är Mike Shinoda och Chester Bennington. Videon centrerar runt ett övergivet barn som har hamnat mitt i kaoset. Barnet går runt i mitten av upproret och mot dess klimax. Så börjar barnet skrika precis som Chester, och det får hela folkmassan att välta. Det gör så att upproret stoppas. 
Videon spelades in i Prag under bandets Europaturné 2003.